# Pusiola ampla
Pusiola ampla är en fjärilsart som beskrevs av Debauche 1942. Pusiola ampla ingår i släktet Pusiola och familjen björnspinnare. Inga underarter finns listade.